# Stazione di Momoyamagoryōmae
La stazione di Momoyamagoryōmae (桃山御陵前駅?, Momoyamagoryōmae-eki) è una stazione ferroviaria situata nel quartiere di Fushimi-ku della città di Kyoto, nella prefettura omonima, in Giappone, servente la linea Kintetsu Kyōto delle Ferrovie Kintetsu, che congiunge Kyoto con Nara. Dista 6,5 km dal capolinea di Kyoto Centrale e permette l'interscambio con la linea principale Keihan delle ferrovie Keihan presso l'adiacente stazione di Fushimi-Momoyama e con la linea Nara della JR West alla stazione di Momoyama.

## Linee
Ferrovie Kintetsu
● Linea Kintetsu Kyōto

## Aspetto
La stazione è costituita da 2 binari passanti in viadotto con due marciapiedi laterali, e il mezzanino si trova al piano terra.
| 1 | ■ Linea Kintetsu Kyōto | per Shin-Tanabe, Yamato-Saidaiji, Nara, Tenri, Yamato-Yagi, Kashiharajingū-mae e Yoshino |
| 2 | ■ Linea Kintetsu Kyōto | per Tambabashi, Takeda, Tōji, Kyoto e Kokusaikaikan                                      |

## Stazioni adiacenti
| «                    | Servizio             | »                    |
| Linea Kintetsu Kyoto | Linea Kintetsu Kyoto | Linea Kintetsu Kyoto |
| -------------------- | -------------------- | -------------------- |
| Tambabashi           | Locale               | Mukaijima            |
| Tambabashi           | Semiespresso         | Mukaijima            |
| Tambabashi           | Espresso             | Ōkubo                |